# کسیر
کسیر یک سالاد بر پایه بلغور است که در غذاهای ترکی یافت می‌شود. مواد اصلی بلغور ریز آسیاب شده، جعفری و رب گوجه فرنگی است. مواد اضافی متداول شامل پیاز، سیر (در برخی مناطق)، رب انار ترش، روغن زیتون و آب لیمو، خیار، خیارشور و ادویه جات است. می‌توان آن را با برگ کاهو سرو کرد. به دلیل ترکیب رب گوجه فرنگی رنگ مایل به قرمزی دارد. در دمای اتاق به عنوان پیش غذا یا پیش غذا سرو می‌شود.